# Magonides
Sauf précision contraire, les dates de cet article sont sous-entendues « avant l'ère commune » (AEC), c'est-à-dire « avant Jésus-Christ ».
Les Magonides sont une dynastie de souverains carthaginois, du temps où ceux-ci étaient dirigés par des rois selon la thèse soutenue par certains historiens, en particulier Gilbert Charles-Picard.
Le premier d'entre eux est Magon Ier, qui tira Carthage de l'influence phénicienne et imposa la suzeraineté de sa cité aux autres colonies phéniciennes d'Afrique du Nord comme Utique. Sous les Magonides, l'empire carthaginois s'étend sur la Sardaigne, la côte libyenne et sur une grande partie de la Sicile. 
Les Magonides gouvernent à l'instar de rois, tout en s'appuyant sur les assemblées comme le Conseil des Anciens. À la mort d'Hamilcar Ier, vers 480, les rois perdent de nombreux pouvoirs au profit du Conseil des Anciens. Finalement, l'échec du coup d'État de l'Hannonide Bomilcar, en 308, accélère le processus de transformation de Carthage en une république.

## Liste
- Magon Ier (v. 550-v. 530)
- Hasdrubal Ier (v. 530-v. 510)
- Hamilcar Ier (v. 510-480)
- Hannon II (480-440)
- Himilcon Ier (460-410) règne en Sicile
- Hannibal Ier (440-406)
- Himilcon II (406-396)
- Magon II Barcée (396-375)
- Magon III Barcée (375-344)
- Hannon III (344-340)